# Мараєв Владлен Ростиславович
Владлен Ростиславович Мараєв (25 квітня 1988, Київ) — український історик, краєзнавець, відеоблогер. Кандидат історичних наук (2014). Член Національної спілки краєзнавців України. Співавтор YouTube-каналу «Історія без міфів».

## Життєпис
Народився 25 квітня 1988 року в Києві. Закінчив магістратуру й аспірантуру історичного факультету КНУ ім. Шевченка. У 2014 році захистив кандидатську дисертацію на тему «Відносини України і Війська Донського (1917—1921)». У 2019 році був ведучим програми «Історичний контекст» на каналі «Ісландія». Провідний науковий співробітник у Науково-дослідному центрі гуманітарних проблем ЗСУ.
6 червня 2025 року Президент України Володимир Зеленський нагородив орденом «За заслуги» ІІІ ступеня Владлена Мараєва.

## «Історія без міфів»
У травні 2020 року Мараєв із телережисером В'ячеславом Діхтяренком та продюсером Костянтином Анохіним створили історичний канал на YouTube «Історія Без Міфів». 1 травня відбулася прем'єра першого відео «Не тільки COVID-19. Чума, холера, тиф, „іспанка“ — хвороби в історії людства».
Тематика випусків охоплює всі періоди та висвітлює широкий спектр питань: політична, військова, економічна історія, історія міжнародних відносин, історія культури, мистецтв і спорту, біографії видатних особистостей.

## Праці

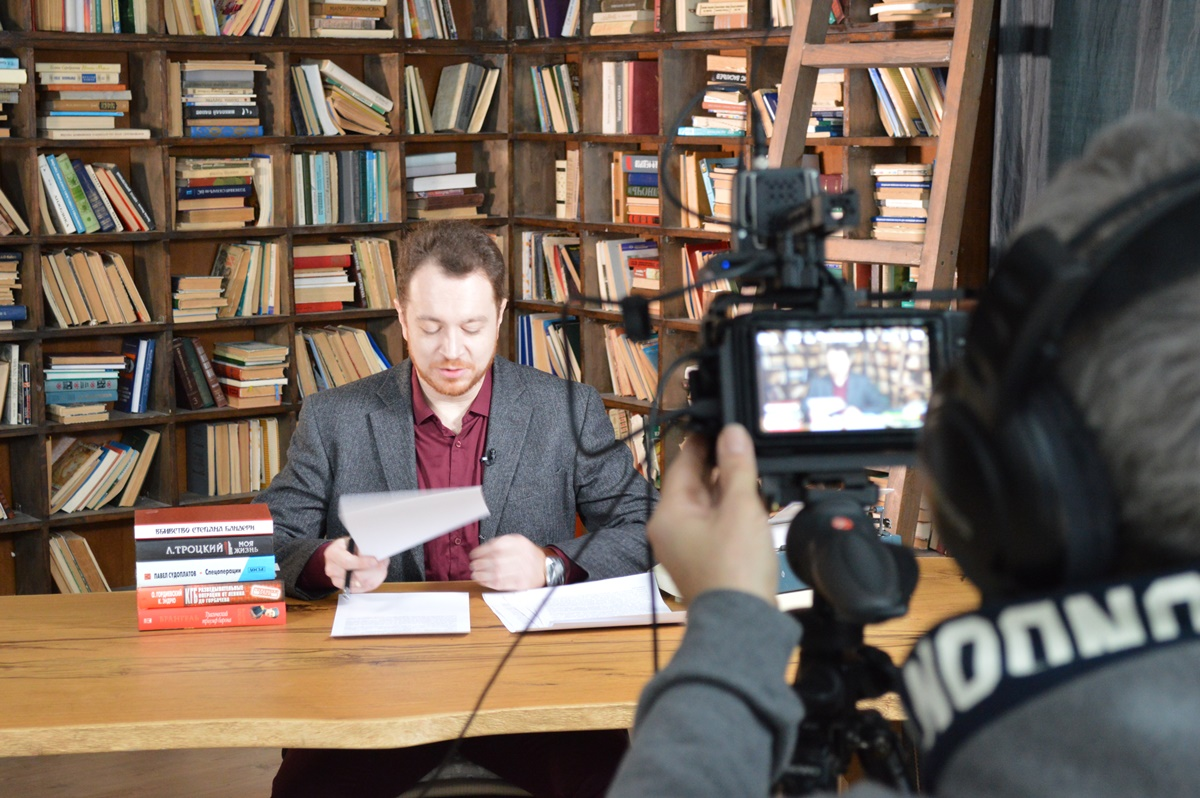
На зйомках відео, 29.01.2021

Автор понад 300 наукових і науково-популярних публікацій, співавтор більш як 10 навчальних і навчально-методичних посібників. Автор статей у «Великій українській енциклопедії», «Енциклопедії історії України», «Енциклопедії сучасної України». Серед робіт історика:
- Мараєв В. Р. Відносини України і Війська Донського (1917—1921 рр.): дисертація на здобуття наукового ступеня кандидата історичних наук / Міністерство освіти і науки України, Київський національний університет імені Тараса Шевченка. — Київ, 2014. — 284 с.
- Мараєв В. Р. Україна, 1918: Хроніка. — Харків: Фоліо, 2020. — 294 с.

## Нагороди
- Орден «За заслуги» III ст. (6 червня 2025) — за вагомий особистий внесок у розвиток вітчизняної журналістики та інформаційної сфери, мужність і самовідданість, виявлені під час висвітлення подій повномасштабного вторгнення Російської Федерації на територію України, багаторічну сумлінну працю.[10]